# Paramigas oracle
Espèce
Paramigas oracle est une espèce d'araignées mygalomorphes de la famille des Migidae.

## Distribution
Cette espèce est endémique de Madagascar.

## Description
Les femelles mesurent de 8,8 à 11,0 mm.

## Étymologie
Cette espèce est nommée en référence à la fondation Oracle.

## Publication originale
- Griswold & Ledford, 2001 : A monograph of the migid trap door spiders of Madagascar and review of the world genera (Araneae, Mygalomorphae, Migidae). Occasional Papers California Academy of Sciences, vol. 151, no 1, p. 1-120 (texte intégral).